# FK Olympia 1898 Darmstadt
FK Olympia 1898 Darmstadt was een Duitse voetbalclub uit de stad Darmstadt, Hessen en is de voorloper van het huidige SV Darmstadt 98.

## Geschiedenis

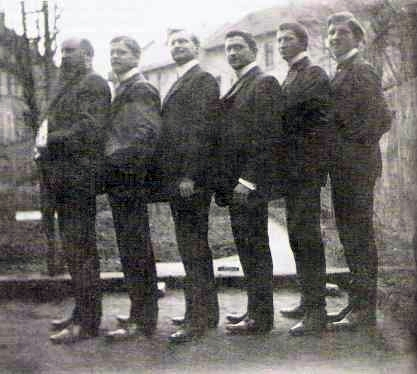
Stichtende leden, allen van de familie Ensgraber

De club werd op 22 mei 1898 opgericht als FK Olympia 1898 Darmstadt. In 1901 werd het voetbal door de scholen in Darmstadt verboden, maar door de populariteit van de sport werd dit verbod in 1903 opgeheven. De club werd al snel de belangrijkste van de stad en verdrong Darmstädter FC 1897 van die plaats. Een eerste succes kwam in 1908 toen ze kampioen werden van de B-Klasse met onder andere een 14:1 zege tegen Völklingen 03. Een jaar later promoveerde de club naar de hoogste klasse, de Westkreisliga. De clubs uit Mannheim, Ludwigshafen en Kaiserslautern domineerde deze competitie en Olympia speelde slechts een bijrol. In het eerste seizoen werd de club vijfde, ook de beste notering. In 1910 speelde de club ook een internationale wedstrijd tegen de Parijse kampioen CA Vitry, Olympia won met 5:0. Na een laatste plaats in 1913 degradeerde de club. 
Tijdens de Eerste Wereldoorlog werden vele spelers opgeroepen voor het leger. Om een volwaardig team te kunnen opstellen ging de club een tijdelijke fusie (Kriegsspielgemeinschaft) aan met SC Darmstadt 1905. De samenwerking beviel de clubs zo goed dat ze besloten te fuseren op 11 november 1919 tot SV Darmstadt 98. 